# Линейни крайцери тип „Лайън“
Лайън (на английски: Lion) са тип линейни крайцери на британския Кралски флот, от времето на Първата световна война. Всичко от проекта са построени два кораба: „Лайън“ (HMS Lion) и „Принцес Роял“ (HMS Princess Royal). Третият кораб „Куин Мери“ е построен по изменен проект и за това е отделен тип. Принадлежат към британските линейни крайцери от второ поколение. В сравнение с предшествениците си, линейните крайцери от типа „Индифатигъбъл“, имат по-мощно въоръжение и брониране. Имат активно участие в болшинството големи операции на Кралския флот.
Двата кораба провеждат остатъка от войната в патрулиране на Северно море и участват в огневото прикритие във Втората битка Хелголандския залив от 1917 г. През 1920 г. двата линейни крайцера са извадени в резерва и през 1924 г., съгласно условията на Вашингтонския морски договор, са предадени за скрап.

## История на създаването
През есента на 1908 г. британското Адмиралтейство е обезпокоено от донесенията на оръжейния завод в Ковънтри и от други източници, които съобщават, че Германия се готви да се възползва от съкращаването на британските корабостроителни програми и да се изравни с британския флот по брой на дреднаутите. От получените данни следва изводът, че към 1912 г. двете страни сумарно ще имат 21 линкора и линейни крайцера.
Фишър представя служебна записка на Първия лорд, в която дава своето виждане за ситуацията:
| „                                                  | „Ние сме съгласни със заявлението на Първия лорд, че съществува възможност, за това че Германия към 1912 г. ще завърши строителството на 21 дредноута, и ние разполагаме с неопровержими факти, че към тази дата тя ще има 17 такива кораба. Вземайки под внимание, че в течение на бъдещата година ние ще заложим шест дредноута, и в крайна сметка ще имаме само 18… Искам да задам въпроса, защо предупреждението за това не е направено по-рано, а информацията за очакваното залагане и завършване на строителството на германските кораби по програмата 1909 – 1910 г., а също доказателствата за продължаващото се ускоряване на строителството в последващите години досега са били неизвестни“. | “ |
| Паркс. Линкоры Британской империи. Том 6. – С. 97. | |   |

Оставката на Първия лорд накалява ситуацията. Заявленията на Адмиралтейството са внимателно разгледани, и по настоятелно искане на Е. Грей, премиер-министърът назначава повторно заседание на Кабинета на министрите. С определени условности, за да се успокоят критиците от Адмиралтейството, е утвърдена нова корабостроителна програма, която може да се нарече: „Ние имаме нужда от осем кораба и ние няма да чакаме“.
Обикновено проектът за новите броненосни крайцери въплъщава в себе си „крайцерската версия на броненосците“, а линейните крайцери са крайцерската версия на дреднаутите. Проектът за линейните крайцери от третата серия (типът „Лайън“) представлява „крайцерската версия“ на супердредноута „Орион“, макар първоначално, в началото на 1909 г. да се планира залагането на крайцери, представляващи широко модернизирани крайцери от типа „Индифатигъбъл“.
Адмирал Фишър оставя поста на Първи морски лорд през 1910 г., но преди да си тръгне прави следващата стъпка. По негово настояване след няколко серии дредноути, въоръжени с 305-мм оръдия, залагат първия супердредноут „Орион“, носещ десет 343-мм оръдия. За новите линейни кораби е необходим и техен крайцерски вариант – линейни крайцери с новия калибър оръдия, това стават „Лайън“, „Принцес Роял“. „Куин Мери“ става „крайцерската версия“ на линкора „Кинг Джордж V“.
Осемте кораба от програмата от 1909 г. принадлежат към три типа, от които „Колосус“ и „Херкулес“ практически повтарят „Нептун“; четирите кораба на типа „Орион“ са съвършено нов тип, а „Лайън“ и „Принцес Роял“ са вариант на „Орион“ като линеен крайцер. Същото обществено мнение принуждава Адмиралтейството да разработва новите кораби с по-големи размери и мощност, за да се достигне количествено и качествено превъзходство над най-новите германски дредноути, намиращи се в стадий на проектиране.
Немските крайцери „Молтке“ и „Гьобен“ са увеличени кораби на типа „Фон дер Тан“ с издигнати кърмови кули и бордов залп от десет 280-мм и шест 150-мм оръдия, и имат 270-мм броневи пояс и 230-мм бронева защита на кулите.
Обаче тези детайли все още не са известни през 1909 г. Във Великобритания на „Молтке“ се приписват десет или дванадесет 11-инчови оръдия, разположени като на „Дредноут“, със 178-мм корабна броня. Като цяло е прието да се смята, че той има приблизително такива скорост и защита, каквато и британските крайцери, и по-многочислени, но по-малки оръдия на главния калибър. И „Лайън“ е проектиран като отговор на немците. Увеличението на скоростта, бронирането и калибъра на оръдията води до 40-процентно увеличение на водоизместимостта в сравнение с „Индефатигъбъл“ и ги прави най-големите военни кораби в света. Външно те приличат на първите супердредноути серия 1910 г. от типа „Орион“ (с главен калибър 13,5 дюйма). Те са първите линейни крайцери, оборудвани с най-новите 13,5-дюймови оръдия (343 мм) на компанията „Викерс“. В конструкцията на тези линейни крайцери са отстранени някои от дефектите на предходната серия, такива като разположението на оръдейните кули не в ешелон, поради което те не могат да стрелят през палубата и имат ограничен сектор на обстрел. Това е предизвикано от големите размери и тегло на новите оръдия, което прави поставянето им по борда нецелесъобразно. За това и четирите кули на „Лайън“ са поставени в диаметралната плоскост, при това кула „Q“ се намира на мидъла. Главният инженер, проектирал кораба – сър Филип Уотс – предполага възможността да се постави и пета кула, която да стреля над кърмовата кула, за което корабът следва да се удължи с три шпангоута (около 4 метра) и това би струвало малко – около 175000 фунта, а би добавило на кораба 25% огнева мощ. Но това решение не е използвано, главно поради съмнения за възможностите то да се осъществи.

## Конструкция
Крайцерите от типа „Лайън“ са чувствително по-големи, отколкото крайцерите в предходната серия: „Индефатигъбъл“. Те имат обща дължина 700 фута (213,4 метра), максимална ширина 88 фута 6,75 дюйма (27 ма), газенето при пълна водоизместимост е 32 фута и 5 дюйма (9,9 метра). Нормалната водоизместимост е 26 270 дълги тона (26 690 метрични т), пълната е 30 820 дълги тона (31 310 т), с 8000 дълги тона (8100 т) повече, отколкото при „Индефатигъбъл“. Метацентричната височина съставлява 6 фута (1,8 метра) при пълно натоварване (с нефтеното гориво).
Този проект съдържа три грешки.
1. Отказът от кула „X“ вместо кула „Q“, с цел осигуряване на място за допълнителни котли, води до ограничаване на сектора на обстрел до 120° по всеки борд, вместо 350°,[„Коментари“ 3] който се осигурява при кърмови курсови ъгли.[13]
2. Съхраняване на разположението на мачтите и комините, като на „Орион“, при което коминът закрива мостика и мачтата, при която само шест котела влизат в този комин, а на „Лайън“ те вече са 14. Единствената причина за поставянето на мачта там, където трябва да има комин, при „Дредноут“, „Херкулес“, „Орион“ и „Лайън“ се заключава в това, да се съхрани нейното традиционно предназначение като опора за лодъчната кран-балка: това позволява да се икономисат 60 – 80 тона тегло. При „Лайън“ тя трябва да бъде пред комина, за да се отстрани неудобството от топлината и дима – този проблем го има още при „Дредноут“.
3. Мостикът е поставен на покрива на бойната рубка – за последен път на британски военен кораб.

Всички тези грешки се потвърждават по време на предварителните изпитания, когато постът за управление, разположен на марса, се оказва непригоден, а опорите на мачтата така се нагряват, че качването по тях е невъзможно, когато корабът плава на пълен ход.
Разположението на жилищните помещения при „Лайън“ и „Принцес Роял“ е частично завръщане към това, което е прието на „Дредноут“: адмиралските и офицерските каюти са разположени в носовата част близо до мостика и бойните постове за управление с кватердек в средата на кораба; екипажът се намира две палуби по-долу от броневата палуба без илюминатори, с изключение на няколко старшински каюткомпании в носовата и кърмовата части по десния борд. Такова разположение има очевидните преимущества във военно време, но създава голямо неудобство за екипажа – матросите са недоволни от измененията в традиционното разположение на кватердека. На „Куин Мери“ се връщат към предишното разположение, когато офицерските каюти се намират в кърмата, а матросите – в носа.
|                                                                     | „Инвинсибъл“   | „Инвинсибъл“   | „Индифатигъбъл“ | „Индифатигъбъл“ | „Лайън“      | „Лайън“      | „Орион“      | „Орион“      |
| ------------------------------------------------------------------- | -------------- | -------------- | --------------- | --------------- | ------------ | ------------ | ------------ | ------------ |
| Година на залагане/влизане в строй                                  | 1906/1908      | 1906/1908      | 1909/1911       | 1909/1911       | 1909/1912    | 1909/1912    | 1909/1912    | 1909/1912    |
| Мощност на СУ, к.с. (скорост, възела)                               | 41 000 (25)    | 41 000 (25)    | 44 000 (25)     | 44 000 (25)     | 70 000 (27)  | 70 000 (27)  | 27 000 (21)  | 27 000 (21)  |
| Размери                                                             | 172,8×23,9×8,0 | 172,8×23,9×8,0 | 179,8×24,4×8,1  | 179,8×24,4×8,1  | 213,4×27×8,4 | 213,4×27×8,4 | 177,1×27×8,4 | 177,1×27×8,4 |
| Теглова разпределение, в проценти спрямо нормалната водоизместимост |                |                |                 |                 |              |              |              |              |
| Разчет според британската система                                   |                |                |                 |                 |              |              |              |              |
| Корпус и съдови механизми                                           | 6200           | 35,94%         | 7000            | 37,4%           | 9660         | 36,5%        | 7950         | 35,3%        |
| Брониране                                                           | 3460           | 20,06%         | 3735            | 19,9%           | 6400         | 24,2%        | 6460         | 28,7%        |
| Съдова енергетична установка                                        | 3390           | 19,65%         | 3655            | 19,5%           | 5290         | 20,0%        | 2420         | 10,8%        |
| Въоръжение с кулите                                                 | 2440           | 14,14%         | 2580            | 13,8%           | 3220         | 12,1%        | 4000         | 17,8%        |
| Гориво                                                              | 1000           | 5,8%           | 1000            | 5,3%            | 1000         | 3,8%         | 900          | 4,0%         |
| Екипаж и провизии                                                   | 660            | 3,83%          | 680             | 3,6%            | 805          | 3,0%         | 670          | 3,0%         |
| Запас водоизместимост                                               | 100            | 0,58%          | 100             | 0,53%           | 100          | 0,4%         | 100          | 0,4%         |
| ОБЩО                                                                | 17 250         | 100%           | 18 750          | 100%            | 26 475       | 100%         | 22 500       | 100%         |

### Корпус
„Лайън“ има корпус с развит полубак, стигащ до гротмачтата. Форщевенът си остава все така издаден, макар да няма ярко изразения таранен профил. Височината на надводния борд при нормална водоизместимост по носа е 9,14 м, на мидъла 7,62 м и на кърмата 5,79 м. Общата височина на борда в района на мидъла от кила до спардека е 16,15 м, което е с 1,3 м повече, отколкото при „Индифатигъбъл“. Отношението L/B=7,9, против 7,37 при „Индифатигъбъл“ и 6,95 на „Зайдлиц“. При пълна водоизместимост увеличаване на газененето с 1 см съответства на увеличение във водоизместимостта с 38,6 т.
Корпусът е разделен от водонепроницаеми прегради на 22 отсека. Двойно дъно се простира на 76% от дължината на кораба. Способът за набор на силовите съединения на корпуса е смесен.
Изчислената метацентрична височина при пълен товар (без запас нефт) е 1,52 м (за „Индифатигъбъл“ – 1,19 м). Реално за „Лайън“ е 1,53 м, а за „Принцес Роял“ – 1,54 м.
Корабите имат добри мореходни и ходови качества – леко и спокойно държат курса. Периодът на бордовото люлеене съставлява 12 секунди. За намаляване на люлеенето са поставени скулови килове. Кърмата има дълъг подзор, където са поставени двата паралелни балансирни руля, окачени без опорни пети и кронщейни. Линейните крайцери от типа „Лайън“ са маневрени кораби с доста малък тактически радиус на циркулацията. В същото време те са трудно управляеми при движение с кърмата напред.
Всеки крайцер е снабден с един парен полубаркас с дължина 15,2 м, един ветроходен полубаркас с дължина 11 м, един баркас, 4 спасителни катера: три с дължина 10,4 м, един с дължина 9,14 м, 2 гички с дължина 9,14 м, 3 велбота и едно динги с дължина 4,9 м.
Крайцерите имат три 6,35-тонни адмиралтейски безщокови котви, една 2,13-тона котва без щок и четири 0,254-тонни (стоп-анкера и верп).

### Въоръжение

#### Артилерийско въоръжение
Крайцерите от типа „Лайън“ носят осем 13,5-дюймови оръдия BL Mark V като главен калибър в четири двуоръдейни кули с хидравлично задвижване, обозначени като A, B, Q и Y по ред откъм носа. Оръдията имат ъгъл на снижение 3° и 20° на възвишение, но в началото далекомерите, управляващи кулите, ограничават подема до ъгъл 15,35° и едва преди Ютландската битка в тях са поставени новите призми за измерване на разликите между настоящия и желания ъгли на мястото, които позволяват да се използва целия ъгъл на подем. При всички кули зарядните погреби се намират над снарядните. Те стрелят с 1250-фунтови (567-кг) снаряди с начална скорост от 2582 фута/с (787 м/с), при ъгъл на подем 14,75° максималната далечина на стрелбата съставлява 20000 ярда (18 288 м) при стрелба с бронебойни снаряди. При ъгъл на подем 20° максималната далечина нараства до 23 820 ярда (21 781 м). На далечина 10 000 ярда (9144 м) бронепробиваемостта съставлява 310 мм по вертикална плоча от круповска броня. Скорострелността на тези оръдия съставлява 1,5 – 2 изстрела в минута. При 343-мм оръдия теглото на снаряда се оказва почти с 50% повече, отколкото на 305-мм, а пробиваемостта на дистанция 4500 м (24 кабелтови) с 25% повече. Теглото на бордовия залп се увеличава почти двойно (4540 кг срещу 2361 кг). Не е неочаквано и чувстителното увеличаване на силата от взрива на снаряда. В мирно време боекомплектът се състои от 640 снаряда за оръдията на главния калибър или 80 (24 бронебойни, 28 полубронебойни, 28 фугасни и 6 шрапнелни) снаряда на ствол. Боезапасът на кораба във военно време е 880 снаряда и метателни заряда, т.е. по 110 артилерийски изстрела на ствол.
Оръдията на спомагателния калибър са шестнадесет 4-дюймови (102-мм) оръдия BL Mark VII, болшинството от които са разположени в каземати. Осем в предната надстройка, осем в задната и то доста удачно. Те имат високо разположен пункт за управление на стрелбата и добре планирана концентрация на огъня. Тези оръдия на лафети PII (при „Принцес Роял“) или PIV (на „Лайън“) имат максимален ъгъл на подем на ствола от 15°, стрелят с 31-фунтови (14,1 кг) снаряди с начална скорост 2864 фута/с (873 м/с) и имат максимална далечина 11 600 ярда (10 600 м). Скорострелността съставлява 6 – 8 изстрела в минута, боезапасът – 150 снаряда на ствол.
Първоначално крайцерите от типа „Лайън“ нямат зенитна артилерия, но някои зенитни оръдия са поставени на тях по протежение на войната. Едни от тях са 6-фунтовите оръдия Хочкис QF 6-pounder на лафети HA Mk Ic, с ъгъл на снижаване на ствола 8° и ъгъл на подем от 60°. Те стрелят с 6-фунтови (2,7 кг) снаряди с начална скорост от 1765 фута/с (538 м/с) със скорострелност 20 изстрела в минута. Максималната далекобойност съставлява 10 000 фута (3048 метра), но ефективната далечина на стрелба е само 1200 ярда (1097 метра). Също корабът носи 3-дюймови (76-мм) зенитни оръдия QF 3 inch 20 cwt[a] на лафетите Mk II с висок ъгъл на подема – до 90 градуса. Те стрелят с 12,5-фунтови (5,7-кг) снаряди с дулна скорост 2500 фута/с (760 м/с), със скорострелност от 12 – 14 изстрела в минута. Максималната далечина при тези оръдия съставлява 23500 фута (7200 м).
На „Принцес Роял“, през април 1917 г., поставят две 4-дюймови зенитни оръдия Mark VII на лафети HA Mk II с максимален ъгъл на подема от 60 градуса, и два едностволни 2-pdr MK II „пом-пома“, през април 1919 г. Те стрелят с 40-мм (1,6 дюймови) снаряди с тегло 2 фунта (900 грама) с начална скорост 1920 фута/с (590 м/с) и имат максимална ефективност на дистанция до 1200 ярда (1097 метра). Практическата скорострелност на „пом-помите“ съставлява 50 – 75 изстрела в минута.
| Оръдие                                 | 13.5"/45 Mark V(L)                            | 4"/50 BL Mark VII | 4"/50 BL Mark VII | 3"/45 20cwt QF HA Mark I | 47-мм Хочкис |
| -------------------------------------- | --------------------------------------------- | ----------------- | ----------------- | ------------------------ | ------------ |
| Година на разработване                 | 1909                                          | 1904              | 1904              | 1910                     | 1885         |
| Калибър, мм                            | 343                                           | 102               | 102               | 76                       | 47           |
| Дължина на ствола, калибри             | 45                                            | 50                | 50                | 45                       | 40           |
| Маса на оръдието, кг                   | 76 102                                        | 2126              | 2126              | 1020                     | 240          |
| Скорострелност, изстрела/минута        | 1,5 – 2                                       | 6 – 8             | 6 – 8             | 12 – 14                  | 20           |
| Установка                              | B Mark II                                     | PIV               | HA Mark II        | ?                        | ?            |
| Ъгли на насочване                      | −3°/+20°                                      | −10°/+15°         | −10°/+60°         | −10°/+90°                | /+60°?       |
| Тип зареждане                          | картузно                                      | картузно          | картузно          | унитарно                 | унитарно     |
| Тип на снаряда                         | Light бронебоен Mark IIa, Mark IVa (Greenboy) | фугасен           | шрапнелен?        |                          | фугасен      |
| Тегло на снаряда, кг                   | 574,5, 570,2(Greenboy)                        | 14,06             | 14,06             | 5,67                     | 1,5          |
| Тегло и тип на метателния заряд        | 133 кг MD45                                   | 4,3 кг MD16       | 2,7 кг MD8        | 0,96 кг MD               | 0,24 кг MD   |
| Начална скорост, м/с                   | 787                                           | 873               | 732               | 762                      | 574          |
| Максимална далечина на стрелбата, м    | 21 780                                        | 10 610            |                   |                          |              |
| Досегаемост по височина, максимална, м | –                                             | –                 | ?                 | 11 340                   | 3000         |
| Ефективна, м                           | –                                             | –                 | ?                 | 7160                     | 1100         |

В началото на 1910 г. Джон Джелико, Трети морски лорд (началник по корабостроенето и въоръжението на флота), започва опити с обстрел с 305-мм бронебойни снаряди, под различни насрещни ъгъли по съвременни броневи конструкции, поставени на стария викториански броненосец „HMS Edinburgh (1882)“. Снарядите се оказват слабоефективни. Това принуждава Джелико да поиска създаването на нов, по-мощен и тежък бронебоен снаряд, който се взривява след като пробие бронята, даже и ако уцели под силен наклон. Използваният от флота 305-мм снаряд при попадение под силен наклон се разчупва на части. Но според мнението на Артилерийската комисия снарядът, който пробива бронята под нормален ъгъл, ще я пробие и при попадение под кос ъгъл. След което опитите са спрени.
Още повече че Джелико, който е движещата сила по този въпрос, напуска Адмиралтейството. Повече никой не обръща внимание на този проблем и всички работи скоро са прекратени. Така британският флот пропуска възможността да отстрани недостатъците в устройството на бронебойните си снаряди преди началото на Първата световна война.
Очевидността от необходимост да се разреши незабавно този проблем излиза на дневен ред веднага след Ютландския бой. Британските моряци отбелязват, че значителната част от снарядите се взривяват при удара, без да проникнат през бронята. Това е много ярко зрелище, но крайният резултат не е ефективен, тък като взривът става отвън на бронираните помещения. Причината за всичко е наконечникът на снаряда, който не е приспособен за кос удар, и това, че британските снаряди имат прекалено чувствителен лидитен заряд. За огорчение на англичаните, немските бронебойни снаряди нямат този недостатък, те имат взривател със забавено действие и тротилов заряд. Отчитайки това Джелико през юли 1916 г. предлага да се използват в английски снаряди тротил и взривател, копиращ немската конструкция. В Адмиралтейството не смятат съществуващите снаряди за лоши и за това проблемът не е възприеман толкова сериозно.
Положението се изменя, когато през декември 1916 г. Джелико заема поста на Първи морски лорд. Под ръководството на Хейнес (началник на управлението за морски въоръжения) са изпробвани бронебойните снаряди калибри 381 мм, 343 мм и 305 мм състоящи на въоръжение. Изпитанията са направени така, че скоростта на снарядите и ъглите на допир с бронята да съответстват на реалните, на бойни дистанции. Резултатите се оказват неудовлетворителни. Почти всички снаряди, включая 381 мм, се разчупват при удар по плочите. Необходимостта да се вземат спешни мерки вече е без съмнение.
През март 1917 г. Артилерийската комисия разглежда 15 нови варианта за конструкция на бронебойния снаряд (на английски: APC— Armour-Piercing Capped). След два месеца фирмите „Vickers“, „Hadfield“ и „Firth“ получават поръчки за специални тестови снаряди. За разлика от стария образец снаряд, имащ мек бронебоен наконечник с тегло от 3,7 до 9% от теглото на снаряда, новият опитен снаряд получава закален бронебоен наконечник с относително тегло 11 – 12%. Съдържанието на взривно вещество в снаряда е съкратено до 2 – 2,5% от общото тегло, вместо 3% и повече при стария образец. Обаче проведените изпитания показват, че намаляването на съдържанието на взривното вещество до 2% е излишно, за това масата му остава 2,5%.
На 16 юли 1917 г. конструкцията на новия снаряд е приета от Адмиралтейството, макар полигонните изпитания все още да продължават. Към август 1917 г. са получени резултатите, които удовлетворяват Адмиралтейството. Паралелно са разработени изискванията за приемането на новите снаряди от заводите-производители, в основата на който е положен произволен обстрел на броневи плочи със снарядите. От този момент приемането на снарядите става само така.
По същото време „Hadfield“ и „Firth“ предлагат да се поставят на бронебойните снаряди от стария образец наконечници собствена конструкция. Изпитанията им продължават до 3 август, обаче резултатите се оказват неудовлетворителни.
Новите снаряди са поръчани в оръжейните заводи на „Hadfield“, „Firth“, „Vickers“, „Elswick“ и „Cammell“.
Първият успех е за завода на фирмата „Викерс“, в началото на 1918 г. На 27 февруари комисия приема първата партида 343-мм бронебойни снаряди, издържали пълната програма на изпитанията, в т.ч. и полигонните. До 18 май комисията приема общо 4000 снаряда, а към края на войната Гранд Флийта получава от оръжейните заводи около 12 000 снаряда големи калибри.

#### Торпедно въоръжение
На траверсите на всеки крайцер има два 21-дюймови (533-мм) подводни торпедни апарата. Крайцерите носят торпедата Fourteen Mark II с бойни глави, съдържащи 515 фунта (234 кг) тротил. Торпедата имат две настройки на скоростта, определящи дистанцията им на действие: със скорост 45 възела те имат далечината от 4500 ярда (4115 м), със скорост 31 възела – 10 750 ярда (9830 м).

### Управление на огъня
Главният калибър на крайцерите от типа „Лайън“ се управлява от ходовата рубка. Данните от 9-футовия (2,7 м) далекомер „Арго“, поставен на покрива на ходовата рубка, се подават на масата за управление на огъня на Дрейър Mk I, разположена в станцията под ходовата рубка, където те се преобразуват в дистанция и ъгъл на хоризонтално насочване за използване от оръдията. Данните за целта също графически се нанасят на планшет, за да може артилерийският офицер да изчисли предварението при движеща се цел. Кулите „B“ и „X“ имат 9-футови далекомери, поставени като спомагателни средства за управление на огъня.
Технологията за управление на огъня силно се развива в годините, предшестващи Първата световна война, и главното ѝ достижение става развитието на приборите за управление на артилерийския огън. Системата за управление на огъня се състои от пост за управление на артилерийския огън, поставен на мачтата на кораба, от който по кабел данните се предават към кулите на наводчиците, ръководещи действията на разчетите на кулите. Офицерът на поста за управление на артилерийския огън дава команда на оръдията да стрелят със залп, което облекчава ориентирането по плясъците от снарядите и минимизира разсейването им. „Лайън“ получава такава система в началото на 1915 г. по времето, когато е в ремонт след битката при Догер банк, а на „Принцес Роял“ такава е поставена в началото на 1916 г. През 1918 г. всеки кораб е снабден с дублиращ пост за приборите за управление на артилерийския огън.

### Брониране
Бронята на крайцерите от типа „Лайън“ е по-дебела, отколкото при типа „Индифатигъбъл“.
Бронираният пояс на „Лайън“ в района на водолинията се състои от 9-дюймова (229-мм) круповска броня, а на „Индифатигъбъл“ той е 6-дюймов (152 мм). Броневият пояс става по-дебел с 3 дюйма, но само в средната част на кораба – в носа и на кърмата той не е усилван. В допълнение е поставен горен броневи пояс с дебелина 6 дюйма по цялата дължина на кораба до крайните кули и 5 дюйма (127 мм на носа и кърмата). В началото и края на бронираната цитадела има четиридюймови (102-мм) прегради.
За защитата на палубите на кораба е използвана броня от никелова стомана. Долната бронирана палуба има дебелина 1 дюйм (25 мм) при цитаделата и 2,5 дюйма (64 мм) извън цитаделата, горната бронева палуба, намираща се над броневия пояс, също е с дебелина 1 дюйм. Баковата палуба е дебела 1,5 дюйма (38 мм).
Челото и страничните стени на кулите на главния калибър имат дебелина 229 мм, задната стена – 203 мм. Наклонената част на покрива е с дебелина 82 мм, а задната хоризонтална част – 64-мм. Барбетите също са защитени от 9-дюймова броня над палубата, 8-дюймова броня (203-мм) над горната бронева палуба и 3-дюймова броня под нея. Бойната рубка се защитава от 10-дюймови (254-мм) стени и 3-дюймов покрив.
Цялостна противоторпедна преграда няма. Погребите за боезапаса на кулите „А“, „В“ и „Y“ имат защита във вид на ляв и десен 38 – 64 мм надлъжни бронирани екрани. Кула „Q“ има близко разположен към десния борд на корпуса 64-мм надлъжен брониран екран и по-отдалечен от левия борд 38-мм надлъжен брониран екран. Каналите на комините се защитават от противоосколъчна броня от никелова стомана: хоризонталната с дебелина 1,5 дюйма и вертикална от 1 дюйм между горната и баковата броневи палуби. След Ютландската битка, където се изяснява уязвимостта на кораба от навесен огън, бронята му е усилена с 1 дюйм по покривите на кулите и при венците на снарядните погреби, при това водоизместимостта на кораба нараства със 130 дълги тона (132 т).

### Силова установка
Крайцерите от типа „Лайън“ имат 42 водотръбни котела тип „Яроу“ с тръби голям диаметър. Те се намират в седем котелни отделения, по шест котела във всяко. Работното налягане на парата е 16,5 кг/см². Всеки котел има три инжектора за горене на нефт с максимален разход от 136 кг/час на инжектор. Котлите също имат устройство за форсирана тяга по системата на затворените огнища. Първата група котелни отделения, от № 1 до № 5 са разположени между кули „Р“ и „Q“ и имат обща дължина от 42 м. В котелно отделение № 1 с дължина 10,4 м котлите са поставени по оста на симетрия на кораба. Котелните отделения № 2 – 5, всяко с дължина по 15,8 метра, са разположени в две линии по десния и левия борд. Първите 16 котела са изведени в носовия комин, останалите – в средния. Втората група котелни отделения заедно с машинните отделения се намират след кула „Q“. Котлите от тях се извеждат към кърмовия комин.
Главната силова установка се състои от два комплекта турбини Парсънс с пряко задвижване на четирите трилопастни винта. Машинните отделения са разположени побордно между кулите „Q“ и „X“, заемайки дължина от 18,9 м. Във всеки комплект влизат разделените помежду си турбини за високо налягане за преден и заден ход с трансмисия към външните валове. Турбината за преден ход включва в себе си степен за крейсерска скорост, пара на която се подава само при икономичния ход. Също във всеки комплект влизат обединените помежду си турбини ниско налягане за преден и заден ход, въртящи вътрешните валове. Винтовете са направени от манганов бронз. Вътрешните винтове се намират с 6 м по-близо до кърмата, отколкото външните. Всички те се въртят навън при преден ход на кораба. Външната двойка винтове има диаметър 3,56 м, а вътрешната – 3,73 м.
Зад машинните отделения са разположени двете 15,2-м отделения на главните кондензатори. Във всяко има по два кондензатор-хладилници с центробежни помпи, две отделни въздушни помпи и други механизми. Във всяко от седемте котелни отделения се намират по две помпи – основна и спомагателна – и парни въздушни компресори за почистване на тръбичките и за подаване на въздух към огнищата. Всеки котел има отделен вентилатор за тяга. Общата дължина на машинните и кондензаторните отделения съставлява 34,1 м. Машинните отделения заемат площ от 650 м², а котелните – 1170
Турбините са проектирани за мощност от 70 000 конски сили (52 199 kW), но по време на ходовите изпитания е достигната мощност от повече от 76 000 конски сили (56 673 kW). Обаче на изпитанията „Лайън“ не надхвърля своята проектна скорост от 28 възела (52 км/ч, 32 мили/ч), достигайки 27,62 възела (изпитанията се провеждат на мерната миля в Полперо), а „Принцес Роял“ достига 28,5 възела. В Съвета на Адмиралтейството има очаквания, че корабите ще развият скорост от 29 възела. Аргументите от типа това, че тази цифра може да е по-голяма, ако времето е по-добро, или ако изпитанията са на друго място, а не в Полперо, където дълбочината е само 44 м, не могат да оправдаят факта, че крайцерите трябва да могат да развият по-висока скорост.
Пълният запас гориво е 3500 дълги тона (3556 т) въглища и 1135 дълги тона (1153 т) нефт за гориво, която се впръсква в котлите за ускоряване на горенето на въглищата. При пълен запас гориво далечината на плаване съставлява 5610 морски мили (10390; 6460 мили) при икономичния ход от 10 възела.

## Построяване
Строежът на крайцерите е поръчан през октомври 1909 г. Линейният крайцер „Лайън“ е заложен на 29 септември (според друг източник на 29 ноември) 1909 г. в държавната корабостроителница в Девънпорт. С производството на енергетичната установка е натоварена частната корабостроителница „Викерс“ в Бароу ин Фърнес, Бирмингам. Крайцерът е спуснат на вода на 6 август 1910 г. Водоизместимостта при спускането на вода съставлява 8535 д. т, от тях за корпуса 7845 д. т. Строежът е завършен на 4 юни 1912 г. Стапелният период съставлява малко над осем месеца, дострояването на вода отнема 22 месеца. Всичко строежът отнема 30 месеца. През януари 1912 г. започват изпитанията на кораба.
Стойността на строителството на „Лайън“ съставлява 1 965 699 фунта стерлинги (18 674 140 златни рубли). Производството на оръдията струва още 118 300 фунта (1 123 850 златни рубли). Всичко корабът струва 2 083 999 £ (19 797 990 златни рубли) или 79,3 £ за тон нормална водоизместимост. Тези линейни крайцери стават първите британски кораби, стойността на които надхвърля два милиона фунта стерлинги за кораб. В интерес на истината построяването на „Лайън“, за тон нормална водоизместимост, в сравнение с „Инвинсибъл“ е 22,6% по-евтино. Екипажът съгласно щата се състои от 907 души, според щата от 1910 г. – от 984, през 1912 г. наброява 1000, 1915 г. – 1092, в Ютландския бой на крайцера има 1264 души. Първият командир на кораба става кептън Дафи.
Съгласно първоначалния проект на „Лайън“ е поставена голяма тринога фокмачта. Когато „Лайън“ за първи път излиза от корабостроителницата на Девънпорт, той има именно такава тринога фокмачта зад предния комин, която е с 2,5 м по-висока от комините. Разстояние от поста за наблюдение и коректировка на стрелбата на марса на фокмачтата до среза на предния комин е 12 м – както на „Колосусите“ и новите линкори от типа „Орион“. Триногата фокмачта надвисва над предния комин, но ако при „Орионите“ само шест котела са задействани в него, на „Лайън“ те са 14. И ако на фокмачтата на линейните кораби димът и саждите от предния комин все още са търпими, то при „Лайън“ температурата на излизащия от този комин дим и пара достига 550°, правейки поста на коректировчика истински ад. Щурманската рубка се намира на неудобно място – непосредствено над бойната рубка. Британският специалист по артилерията, адмирал Пърси Скот, представя препоръки за преправяне на фокмачтата и предния комин поради дима, създаващ пречки за намиращия се на фор-марса пост за наблюдение и коректировка на стрелбата. Всичко това е игнорирано от Съвета на Адмиралтейството, в който смятат за обосновано поставянето на комина пред фокмачтата поради това, че това позволява да се използват товарните стрели за спускане и подем на катерите и лодките. „Лайън“ е достроен според първоначалния проект, но през януари 1912 г. по време на предварителните ходови изпитания топлината и дима от нагорещените два предни комина правят фор-марса с поста за наблюдение и коригиране на стрелбата безполезен, силно се нагряват далекомера на марса и компаса на ходовия мостик. На пълна мощност опорите на триногата фокмачта се нагряват толкова, че личният състав на коректировъчния пост на марса не може да слезе долу.
Според резултатите на изпитанията са направени изводи за това, че възможността за наблюдение и коригиране на стрелбата от марса на фокмачтата по време на бой ще са невъзможни, поради това че при работата на всички котли екипажът на поста за управление на стрелбата за централно насочване на фор-марса или ще се задуши от дима, или ще изгори. Командно-далекомерният пункт, разположен в горната задна част на бойната рубка, също се нагрява до температура само с 5 градуса по-малко, а поради дима компасът на мостика е опушен, което в бойни условия е недопустимо.
В резултат на тези обстоятелства през февруари 1912 г. новият Първи морски лорд на Адмиралтейството – Уинстън Чърчил – заповядва на „Лайън“ да се постави фокмачтата пред предния комин, заменяйки триногата конструкция с куха, прътна такава. Стойността на промяната при „Лайън“ и още незавършеният „Принцес Роял“ съставлява 60170 фунта стерлинги, където влизат и стойността на преоборудването на предната бойна рубка, а също монтажът в нея на новите навигационни прибори. Предният комин е пренесен на мястото на мачтата, височината на останалите комини също е увеличена с 2,5 м, командно-далекомерният пункт е пренесен, бойната рубка е увеличена, 9-футовият далекомер „Арго“ е пренесен на покрива на бойната рубка. Двете четиридюймови оръдия, поставени над предната група каземати, са пренесени в каземати за защита на прислугата им от времето и вражеските снаряди.
| Название       | Производител                   | Силова установка                  | Заложен              | на плавателен съд\|Спуснат на вода | Влиза в строй   | Цена съгласно | Цена съгласно |
| Название       | Производител                   | Силова установка                  | Заложен              | на плавателен съд\|Спуснат на вода | Влиза в строй   | BNA (1914).   | Паркс.        |
| -------------- | ------------------------------ | --------------------------------- | -------------------- | ---------------------------------- | --------------- | ------------- | ------------- |
| „Лайън“        | Корабостроителница в Девънпорт | котли „Викерс“, турбини „Парсънс“ | 29 септември 1909 г. | 6 май 1910 г.                      | май 1912 г.     | £2 086 458 *  | £2 086 458 ** |
| „Принцес Роял“ | „Викерс“, Бароу                | котли „Викерс“, турбини „Парсънс“ | 2 май 1910 г.        | 24 април 1911 г.                   | ноември 1912 г. | £2 092 214 *  | £2 089 178 ** |

* = обща стойност, включително артилерията,
** = включително артилерията

## Модернизации
Поради увеличеното тегло на поста за управление на артилерийския огън, предизвикан от поставянето на новото оборудване, прътната фокмачта е заменена с тринога след 1916 г. През 1917 г. „Лайън“ и „Принцес Роял“ са оборудвани с прожекторни площадки на втория комин и гротмачтата, за което са премахнати две 102-мм оръдия. В началото на 1918 г. двата кораба са оборудвани със стартови платформи на кулите „Q“ и „X“ за самолетите Sopwith Pup и Sopwith 1½ Strutter. „Лайън“ също е оборудван с пост за управление на торпедните апарати в края на баковата надстройка.

## История на службата

### Преди войната
Веднага след приемането си в строй „Лайън“ и „Принцес Роял“ са приписани към 1-а ескадра крайцери, която през януари 1913 г. е преименувана на 1-а ескадра линейни крайцери (BCS), и „Лайън“ става неин флагман. На 1 март 1913 г. командването на ескадрата е поверено на адмирал Дейвид Бийти, издигнал своя флаг на „Лайън“. В началото на 1914 г. съединението в състав „Лайън“, „Принцес Роял“, „Куин Мери“ и „Ню Зеланд“ (HMS New Zealand) се насочва за Брест за подсигуряването на взаимодействието между английските и френските морски сили в случай на война.
През юли ситуацията в Европа продължава да се нажежава. Австро-сръбските преговори окончателно влизат в задънена улица и във въздуха замирисва на война. На 15 юли започва планов призив на запасняци за окомплектоване на корабите от британския флот според щата за военно време. На 26 юли Чърчил на свой риск издава заповед за отмяна на мобилизацията. В ранното утро на 29 юли 1-и флот почти в пълен състав от съвременни дредноути, заедно с 4 линейни крайцера на Бийти, излиза от Портланд и се насочва за Скапа Флоу. По време на войната тези кораби стават основната ударна сила на Гранд Флийт, главната задача на които е да удържат господството над Северно море. Ескадрата на Бити пристига в Скапа Флоу на 31 юли, имайки в своя състав „Лайън“, „Принцес Роял“, „Ню Зеланд“ и „Инвинсибъл“, скоро към тях се присъединява и „Куин Мери“.

### Първа световна война

#### Битката в Хелголандския залив
Първият си бой „Лайън“ приема като флагман на ескадрата линейни крайцери под командването на адмирал Дейвид Бийти на 28 август 1914 г. в битката в Хелголандския залив. Корабите на Бийти са използвани като огнева поддръжка на английските леки крайцери и разрушители до бреговете на Германия в случай на появяването в боя на тежките кораби на Флота на откритото море. Те се насочват на юг на пълен ход в 11:35 в този момент, когато английските леки крайцери и разрушители, увлечени от боя, започват да търпят поражение, а приливът означава, че скоро германските тежки кораби ще могат да напуснат базата и да излязат от устието на река Яде. Новият лек крайцер „Аретуза“ е тежко повреден по-рано в хода на битката и попада под огъня на немските леки крайцери „Страсбург“ и „Кьолн“, когато в 12:37 от мъглата излиза строят на линейните крайцери на Бийти. „Страсбург“ веднага обръща и изчезва в мъглата, а „Кьолн“ е разстрелян от залповете на цялата ескадра. В този момент по скорост към линейните крайцери от мъглата изкача бронепалубният крайцер „Ариадне“, и ескадрата се втурва да го преследва. От дистанция 6000 ярда, с три залпа, „Ариадне“ е превърнат в горящи обломки. В 13:10 Бийти подава сигнал за отстъпление и ескадрата обръща на север. По пътя назад „Лайън“ се натъква на повредения и загубил ход „Кьолн“, и го довършва с два прицелни залпа.
След битката „Принцес Роял“ е изваден от 1-а ескадра линейни крайцери и на 28 септември отплава за Кромарти за среща с конвой транспорти с канадска пехота, пристигащ в Англия; на 26 октомври той се връща в ескадрата.
На 1 ноември 1914 г. в битката при Коронел от германската Източно-Азиатска крайцерска ескадра на адмирал Максимилиан фон Шпее е унищожена английската ескадра от Вестиндия на адмирал Кристофър Крадък. Няколко дена по-късно „Принцес Роял“ се насочва в северния Атлантик за поддръжка на Карибската ескадра, занимаваща се с издирването на немците. На 21 ноември той пристига в Халифакс, след това покрай Ню Йорк се насочва за Карибско море, за да попречи на възможното преминаване на ескадрата на граф Шпее през Панамския канал и да унищожи цялото корабоплаване в Карибско море. След битката при Фолкландските острови от 7 декември 1914 г., в която немската ескадра е потопена, на 19 декември „Принцес Роял“ отплава от Кингстън за Англия.

#### Рейдът над Скарбъроу
Немският флот приема стратегия за обстрел над английските градове при бреговете на Северно море с цел да примами отделни подразделения на Кралския флот и да ги унищожи. Набегът над Ярмът от 3 ноември 1914 г. достига частичен успех и адмирал Франц фон Хипер замисля по-мащабна операция. Линейните крайцери трябва да проведат обстрела, а линейният флот да се намира в Догер банк, за да може да прикрие тяхното оттегляне и да унищожи корабите на Кралския флот, които ги преследват.
Но немците не знаят, че английското разузнаване вече е разшифровало немските преговори. Първият успех е засичането на излизането в морето на ескадрата на Хипер на 15 декември 1914 г. Обаче военноморското разузнаване не може да предположи, че Хипер ще се реши на нападение над крайбрежните градове и, което е най-важното, англичаните не знаят, че дредноутите също са излезли в морето. Британското Адмиралтейство изхожда от предположението, че немските кораби, излизайки от своята база на 15-и сутринта, на 16-и сутринта ще бъдат при брега на Англия, а ще се върнат обратно на същия ден вечерта. В резултат за лов на ескадрата на Хипер излизат 4 линейни крацера на Бийти и 3-а ескадра крацери на контраадмирал Уилям Пекинхъм, а от Скапа Флоу – 2-а ескадра линейни кораби от типа „Орион“ на вицеадмирал Джордж Уоръндер и разрушители с леките крайцери на Уилям Гуденаф. Уоръндер поставя на своите кораби задачата към разсъмване на 16 декември да пристигнат до точката на среща при югоизточния край на Догер банк и там да се постараят да прехванат Хипер, когато той ще бъде на обратния си път.
Ескадрите дредноути се насочват насреща една на друга. В 5:15 сутринта английските разрушители, плаващи далеч пред колоната дредноути, се натъкват на германския миноносец V-155, плаващ в авангарда на немския флот. В непрогледната тъмнина последва безпорядъчен бой между английските и германските крайцери и разрушители, продължил около два часа. Англичаните и не подозират, че се бият с авангарда на Флота на откритото море, който придружаван от 8 леки крайцера и 54 миноносеца приближава към Догер банк от юг. Ако двата флота бяха продължили движението си на тези курсове още час, то немците щяха да имат реален шанс да потопят английското съединение и така да изравнят шансовете си във войната по море. Но нервите на немския командващ Фридрих фон Ингенол се предават и той, чувайки в тъмнината грохота на бой пред него, не решава да поведе целия си флот в бой с неизвестен противник, и в 5:30 флагманът дава заповед да се насочат на югоизток. Дредноутите лягат на новия курс един след друг, и в течение на 40 минути двата флота плават по почти паралелни курсове, не подозирайки за опасната близост помежду им. В 6:20 по команда на флагмана Флота на откритото море завива още на изток и добавя ход, откъсвайки се от англичаните. С това решение Хипер е изоставен на произвола на съдбата.
Междувременно линкорите на Уоръндер плават по своя курс към планираното място за среща, където пристигат в точно определеното време – в 7:17. Линейните крайцери известно време преследват немските разрушители, но в 8:05 Бити изоставя преследването и се връща към ескадрата дредноути. В това време германските крайцери бързо приближават английския бряг. Поради силното вълнение Хипер изпраща обратно всички леки кораби, освен „Колберг“. На траверса на Уитби немските сили се разделят – „Зайдлиц“, „Молтке“ и „Блюхер“ в 8:00 атакуват Хартълпул, обстрелвайки го в течение на 50 минути. Едновременно „Дерфлингер“, „Фон дер Тан“ и „Колберг“ разстрелват портовете на Скарбъроу и Уитби. След това немската ескадра се обръща и насочва към бреговете на Германия.
В 9:00 Бийти получава радиограма от Скарбъроу за бомбардировката.
Неговите крайцери заобикалят югозападната част на Догер банк и се насочват на запад за блокиране на прохода към английските брегове през минните заграждения. В същото време линкорите на Уоръндер се движат южно, и това създава между тях 15-милен коридор, през който започват да преминават германските леки крайцери. Но след 11:00 започва щорм с дъжд и мокър сняг, видимостта намалява до 1 миля. В 12:25 лекият крайцер „Саутхемптън“ забелязва немския лек крайцер „Щралзунд“ и долага за това на Бийти. Той решава, че този кораб е част от завесата леки крайцери и недалеч се намират и линейните крайцери на немците, и подава сигнал за преследване. Но поради лошото време сигналът не е приет правилно и леките крайцери позволяват на немците да се оттеглят. И също както сутринта тъмнината спасява Уоръндер и Бийти, сега виелицата и щорма спасяват Хипер. В 15:45 Уоръндер и Бийти осъзнават, че шансът е изпуснат и прекратяват издирването.

#### Битката при Догер банк
На 23 януари 1915 г. ескадрата немски линейни крайцери под командването на адмирал Франц фон Хипер се насочва в района на Догер банк за унищожаването на разузнавателните кораби, събиращи там сведения за придвижването на германския флот. Английското разузнаване се оказва на висота, кодираното съобщение за немските планове е разшифровано и насреща на немците е изпратена по-силната ескадра на адмирал Дейвид Бийти. Сутринта в 7:20 английският лек крайцер „Аретуза“ забелязва немския лек крайцер „Колберг“, а в 7:35 немците засичат корабите на Бийти, и Хипер се разпорежда да се обърнат на юг и да развият скорост 20 възела, за да се отдалечат от забелязаните от тях английски кораби. Бийти, забелязвайки това, заповядва да се развие максималната възможна скорост, за да не позволи на немците да избягат. Най-бързоходните крайцери – „Лайън“, „Принцес Роял“ и „Тайгър“ – се откъсват напред на ход от 27 възела, и в 8:52 „Лайън“ открива огън от дистанция 20000 (18288), а след няколко минути откриват огън и останалите. Тъй като видимостта е лоша, а дистанцията пределна, то първото попадение се случва едва в 9:09 в последния кораб на немската ескадра – „Блюхер“. Когато дистанцията се съкращава до 18000 ярда, немците откриват огън в отговор, концентрирайки го по „Лайън“, и постигат първото си попадение в 9:28 – снаряд от главния калибър пробива борда в района на водолинията и наводнява въглищен бункер. След няколко минути 210-мм снаряд на „Блюхер“ уцелва покрива на кула „А“, смачква я и изважда лявото оръдие от строй за два часа. В 9:35 Бийти подава сигнала „Водене на обстрел по корабите, съответстващи на положението в колоната“, но капитанът на „Тайгър“ Хенри Пели, преценявайки че последният кораб в английската ескадра „Индомитейбъл“ ще обстрелва „Блюхер“, а „Ню Зеланд“ – „Молтке“, съсредоточава огъня си по „Зайдлиц“. „Молтке“, по който никой не стреля, получава възможност безпрепятствено да обстрелва „Лайън“. Той и „Дерфлингер“ водят огън по „Лайън“ в продължение на час, а „Принцес Роял“ обстрелва „Дерфлингер“. В 9:30 на дистанция минимум 17500 „Лайън“ постига попадение в района на кърмовите кули на „Зайдлиц“: английският снаряд пробива барбета на кулата и детонира вътре, от взрива се запалват барутните заряди и две кули са изпепелени отвътре от грамадни езици пламък.
В това време „Блюхер“ е сериозно повреден от снарядите на английските крайцери, неговата скорост пада до 17 възела, а механизмът на руля е повреден. В 10:48 Бийти предава заповед на „Индомитейбъл“ да го довърши, а след 6 минути Бийти вижда перископа на подводница по десния борд и заповядва поворот на 90 градуса, за да се избегне торпедната атака. Но тъй като голямата част от сигналните фалове на „Лайън“ са унищожени в хода на боя, не успяват да подадат сигнал на другите кораби. По време на поворота в „Лайън“ попада поредният немски снаряд с голям калибър и поврежда главната динамо-машина, а поради водата в трюма става късо съединение, което изключва цялата електроенергия на кораба. В 11:02 той вдига сигнала „Курс на североизток“, за да може неговите кораби да продължат преследването на Хипер и едновременно с това сигнала „Атакувайте крайния кораб в колоната на врага“. По тази причина контраадмирал Гордън Мур, командващ „Ню Зеланд“, разбира така сигналите, че Бийти заповядва да се атакува „Блюхер“, който към този момент е загубил ход, излязъл е от колоната и се намира на 8000 ярда североизточно от английската ескадра. И крайцерите, прекратявайки преследването на строя кораби на Хипер, обръщат по посока на „Блюхер“. Бийти се старае да поправи грешката, но крайцерите на пълен ход преминават покрай „Лайън“ и сигналите от него не могат да се разберат поради дима и мъглата.
Бийти пренася своя флаг на разрушителя „Етек“ в 11:50 и се втурва след линейните крайцери. Той настига „Принцес Роял“ скоро след като „Блюхер“ е потопен, се качва на борда му в 12:20 и веднага издава заповед да се продължи преследването на крайцерите на Хипер, но тъй като те се оттеглят на пълен ход, а английската ескадра губи време да довърши „Блюхер“, то шансовете да ги настигнат стават нищожни. На „Лайън“ успяват да затворят пробойните, да възстановят подаването на ток, и той се насочва към порта със скорост 10 възела, а останалите английски крайцери прикриват отстъплението му, тъй като съществува риск, че немците могат да го довършат. Турбината по десния борд на „Лайън“ временно не работи поради пробойна в цистерната за гориво, а след като най-сетне успяват да я пуснат, в 14:30 излиза окончателно от строй и скоростта на крайцера пада до 8 възела. „Индомитейбъл“ получава заповед да вземе „Лайън“ на буксир, но отнема два часа и два опита, за да започне буксировката, и още ден и половина за буксировка в порта със скорост 7 – 10 възела, даже след като успяват да пуснат турбината по десния борд още един път.
В Росайт пробойните в „Лайън“ са временно поправени със 150 тона бетон и дървени греди, след което той отплава за Нюкасъл, където влиза за ремонт в дока „Палмерс Шипбилдинг енд Айрън Къмпани“ – Адмиралтейство не иска да дава гласност на тежките повреди, които в случай на ремонт в доковете на Портсмът биха станали символ на поражение. В дока крайцерът е накренен на 8° и му поставят на 4 кесона, за да могат да заменят 140 м² обшивка в подводната част на борда и пет бронеплочи с тяхната вътрешна структура. Той се връща в строй на 7 април. Веднага след това в Росайт „Лайън“, в качеството на флагмански кораб, се присъединява към флота.

#### Ютландската битка
През май 1916 г. „Принцес Роял“ е назначен за флагмански кораб на 1-а ескадра линейни крайцери под командването на адмирал Озмънд Брок. Той, в състава на флота линейни крайцери под командването на вицеадмирал Бийти, излиза в морето за прехващане на съединението на Флота на откритото море. Английското разузнаване успява да разшифрова съобщенията на немците и Гранд Флийт излиза от базите си в морето даже по-рано от немския флот. В 15:20 немските линейни крайцери на Хипер забелязват английските линейни крайцери, а в 15:32 Бийти заповядва да се смени курса на OSO (изток-югоизток) за излизане на паралелен курс с немската ескадра и дава заповед за бойна тревога. Хипер също дава заповед на своите кораби да се насочат надясно, да легнат на югоизточен курс и свалят скоростта до 18 възела, за да могат леките крайцери от прикритието да настигнат основната ескадра, след което поема курс за среща с основните сили на Флота на откритото море, който се намира на 60 мили от него. Започва „Спринта на юг“.
В 15:48, когато дистанцията между корабите намалява до 18 000 ярда (16 460 м), немските линейни крайцери откриват огън. След малко и английските кораби започват да стрелят, но поради неправилното определяне на далечината до противниковите кораби, които се губят в мъглата, първите им залпове лягат с голямо прехвърляне. „Лайън“ и „Принцес Роял“, като водещи кораби в английския строй, съсредоточават огъня си по немския флагман – „Лютцов“, той обстрелва „Лайън“, а „Дерфлингер“ – „Принцес Роял“. След пристрелъчните залпове немците започват точен обстрел, и уцелват двата английски крайцера минимум два пъти в течение на първите три минути от боя. Към 15:54 дистанцията на боя се съкращава до 12 900 ярда, и Бийти дава заповед да се смени курс с два градуса, за да я увеличи. В 15:57 снаряд на „Лайън“ уцелва „Лютцов“, а след три минути 305-мм снаряд на „Лютцов“ уцелва кула „Q“, пробивайки стика между 9-дюймовата странична броня на кулата и 3,5-дюймовия покрив и детонира вътре. Взривът откъсва предната плоча на покрива на кулата и централната бронеплоча, стояща между оръдията, целият персонал на кулата загива, а пламъкът се разпространява в претоварващото отделение. Корабът може да загине, но смъртоносно раненият командир на кулата, майорът от морската пехота Ф. Дж. Харви, успява да заповяда да се затворят вратите на погреба и той да се наводни. Когато огънят слиза в междинното отделение, матросите в погреба успяват да захлопнат вратите. По-късно те ще бъдат намерени държащи се за ключалката на вратите. За своя подвиг Френсис Дж. Харви е посмъртно награден с кръста „Виктория“.
В 16:11 от „Принцес Роял“ забелязват следа от торпедо, което е изстреляно от „Молтке“ и преминава под кила, и го вземат за следа от торпедо, пуснато от подводна лодка. Малко по-късно разрушителят „Лендрейл“ съобщава за това, че преди да се забележи торпедото, от него забелязват перископ. Междувременно курсовете на ескадрите се разминават прекалено широко за водене на точна стрелба и в 16:12 – 16:15 Бийти обръща ескадрата на 4° към противника – в хода на този маньовър „Лайън“ получава още няколко попадения от „Дерфлингер“. Димът и парата от пробитите тръби, издигащи се над него, закриват кораба от огъня на „Дерфлингер“, и той пренася огъня по „Куин Мери“. В 16:25 дистанцията между корабите се съкращава до 14 400 ярда, и Бийти заповядва да се отклонят с два градуса за нейното увеличаване. В този момент в „Куин Мери“ попада залп от „Дерфлингер“ и след няколко секунди се взривяват снарядните погреби под носовите кули, след което корабът моментално отива на дъното.
По време на „Спринта на юг“ „Дерфлингер“ стреля по „Принцес Роял“ и уцелва няколко пъти, но нито едно попадение не е критично. В 16:30 лекият крайцер „Саутхемптън“, плаващ пред ескадрата на Бийти, открива ескадрата дредноути на Флота на откритото море, плаваща на север на пълен ход. В 16:40 корабите на Бийти, който от флагмана сам вижда немския флот, обръщат и поемат насреща към главните сили на Гранд Флийт. По време на „Спринта на север“ „Лайън“ попада под обстрела на немските линейни крайцери и получава няколко попадения. След това Бийти заповядва на своята ескадра да увеличи скоростта и да се откъсне от корабите на Флота на откритото море с цел впоследствие да се срещне с основните сили на Гранд Флийт. В 17:40 ескадрата на Бийти отново открива огън по настигащите я линейни крайцери на Хипер. Залязващото слънце заслепява немските комендори, пречейки им да водят огън по английските кораби, за това ескадрата на Хипер в 17:47 завива на североизток. Бийти постепенно разгръща своята ескадра на изток, за да скрие разгръщащия се строй на Гранд Флийт от немските линейни крайцери и целейки да излезе начело на строя на английските линкори, но поради объркването на полето на боя този маньовър не е изпълнен.
В 18:35 ескадрата на Бийти, плаваща в килватера на 3-а ескадра линейни крайцери на адмирал Худ, продължава боя си с ескадрата на Хипер, увличайки я на югоизток. В 18:44 Бийти обръща своите кораби на югоизток, а след 4 минути на юг-югоизток в търсене на ескадрата на Хипер. Двата оцелели линейни крайцера от ескадрата на Худ се присъединяват към неговия строй, заставайки зад „Ню Зеланд“, след което линейните крайцери свалят скоростта до 18 възела и обръщат на юг, за да не се отдалечат от дредноутния флот. В този момент жирокомпасът на „Лайън“ излиза от строй и той описва циркулация, преди управлението да бъде възстановено.
В 18:55 Шеер заповядва на своите кораби да направят още един разворот на 180°, и неговите кораби поемат по сходящ курс към Гранд Флийт, който също обръща на юг. Джелико за втори път може да обхване главата на колоната на немския флот и да го обстреля, нанасайки на немските дредноути сериозни повреди. В 19:13 Шеер издава заповед отново да се извърши разворот на 180°, за да избегне още по-големи повреди от огъня на Гранд Флийт. Този маньовър е изпълнен успешно и немците се скриват от полезрението на Гранд Флийт до момента, когато в 20:05 разрушителят „Кастор“ не забелязва стълб дим по курс запад-северозапад, а след 10 минути не опознава немските разрушители, по които открива огън. Бийти обръща ескадрата на запад, към звуците от стрелбата и открива немските линейни крайцери на дистанция 8500 ярда (7772 м). „Инфлексибъл“ открива огън в 20:20, а след него и останалите кораби в строя. Немците виждат в сумрака само пламъците на оръдията, и за това не отговарят веднага. Скоро след 20:30 Бийти вижда ескадрените броненосци на 2-а ескадра на контраадмирал Мауве и пренася огъня си по тях. В настъпващата тъмнина му се удава да постигне няколко попадения, след което в 20:40 немските кораби се скриват в мъглата. След това Бийти сменя курса на юг-югоизток и плава така през цялата нощ до 2:55, когато му е предадена заповед да обърне ескадрата.
„Лайън“, „Принцес Роял“ и другите крайцери достигат Росайт сутринта на 2 юни 1916 г., където „Лайън“ влиза за ремонт до 19 юли. Обломките на кула „Q“ са демонтирани. В хода на боя „Лайън“ получава 14 попадения, от екипажа му са убити 99 души и 51 са ранени. Той изстрелва 326 снаряда от главния калибър, но има само 4 попадения в „Лютцов“ и 1 в „Дерфлингер“, изстреляните от него 7 торпеда не достигат целта. „Принцес Роял“ след пристигнаето си в Росайт влиза за ремонт до 10 юни, след което отплава за Плимът за ремонт до 15 юли и се връща в Розайт на 21 юли. В хода на битката той получава 9 попадения – 6 от „Дерфлингер“, 2 от „Маркграф“ и 1 от „Позен“, от екипажа загиват 22 души и 81 са ранени. „Принцес Роял“ изстрелва 230 снаряда, постигайки 3 попадения в „Лютцов“ и 2 в „Зайдлиц“.

### Служба след Ютланд
От 21 юни до 22 септември 1916 г. „Лайън“ все още без кула „Q“ излиза в морето в състава на съединението линейни крайцери на контраадмирал Пакингъм. Кулата е поставена по време на престоя му в корабостроителницата на Армстронг в Елсуйк, между 6 и 23 септември 1916 г. Единичните прожектори с диаметър на огледалата 610 мм, по време на ремонта временно са поставени побордно на задната надстройка, а кожусите на комините са покрити с черни и бели линии камуфлаж.
На 18 август 1917 г. „Стая 40“ предава в адмиралтейството разшифровано съобщение, съгласно което Флотът на откритото море в пълен състав, но без 2-а ескадра ескадрени броненосци, планира да напусне базата през нощта с цел бомбардировка над Съндърленд на следващия ден и разузнаване на морето от подводници и самолети. В отговор на тази информация вечерта на 18 август Гранд Флийт излиза в морето в пълен състав – 29 дредноута и 6 линейни крайцера. На 19 август ескадрите на Джелико и Шеер цепят просторите на Северно море, получавайки при това противоречиви съобщения от разузнаването: Джелико води своите кораби на север дотогава, докато не е дезинформиран за разположението на минните полета и не обръща своя флот на юг, а Шеер държи курс на югоизток, преследвайки единична ескадра, забелязана от аероплан – това се оказват Харуичките сили на комодор Реджиналд Тируит. Разбирайки своята грешка, немците обръщат и се насочват към базата. Бойно стълкновение няма – единствената възможност за контакт е вечерта, когато Тируит забелязва строя на Флота на откритото море, но преди неговите кораби да излязат на позиция за атака, тъмнината скрива противника, и той се отказва от тази идея. Двата флота се връщат вкъщи.
През декември 1916 г. адмирал Дейвид Бийти става командващ на Гранд Флийт. След това за командващ на линейните крайцери е назначен вицеадмирал Уилям Кристофър Пакингхам и „Лайън“ става негов флагмански кораб. Впоследствие „Лайън“ участва в патрулиранията в Северно море, а в същото време Флотът на откритото море така и не излиза от базите. На 17 ноември 1917 г. „Лайън“ участва в операцията на линейните крайцери в Хелголандския залив, но тогава само „Рипалс“ води бой с корабите на противника. През същата година от „Лайън“ е свалена носовата дясна група 102-мм оръдия. През 1918 г. е поставена на кърмовата надстройка нова бойна рубка за торпедната стрелба. На кърмовите кули са оборудвани платформи за излитане на леки колесни самолети.
На 23 март 1918 г. „Лайън“ и „Принцес Роял“, в състава на 1-а ескадра линейни крайцери на Гранд Флийт, излизат в морето за прехващане на Флота на откритото море, който се намира при бреговете на Норвегия след неуспешен опит да атакува английски конвой. Но немците успяват да се оттеглят в базите без бой. Когато Флотът на откритото море се насочва към Скапа Флоу на 21 ноември 1918 г. за интерниране, „Лайън“ и „Принцес Роял“ в състава на Гранд Флийт го ескортират, а след това и охраняват. От април 1919 г. те влизат в състава на Атлантическия флот. От март 1920 г. „Лайън“ се намира в резерва в Росайт На 30 май 1922 г., съгласно Вашингтонския договор по съкращаване на морските въоръжения, той е изключен от състава на флота, а на 31 януари 1924 г. корабът е продаден за 77 000 фунта стерлинги, след което е разкомплектован за метал. „Принцес Роял“ през 1920 г. също е изпратен в резерва, в средата на годината се опитват да го продадат на Чили, но неуспешно. На 22 февруари 1922 г. той става флагман на Шотландския флот, а през декември 1922 г. е изключен от списъците на флота и продаден за метал.

## Оценка на проекта
В проекта на британските линейни крайцери преобладава именно крайцерската съставляваща. Освен високата скорост те трябва да имат солидна далечина на плаване и добра мореходност. Кръгът задачи, възлагани на тези кораби в Кралския флот, също е много широк. Тук има и разузнаване, и поддръжка на леките сили, борба с вражеските рейдери и действия като бързоходен боен отряд на флота, без продължителен огневи контакт с адекватен противник. Голям недостатък, както се вижда, е осигуряването на бронева защита само против 280-мм снаряди. Огромният корпус на кораба като цяло се оказва силно уязвим за 305-мм снаряди. „Великолепните котки“ (на английски: Splendid Pussy-cats) се ползват с добра репутация както във флота, така и отвъд неговите предели. Заедно с това негативно се оценяват слабостите в противоторпедната защита, тя, както и при типа „Орион“, се ограничива до локални броневи прегради в района на погребите.

### Сравнение с немските линейни крайцери
Ако се сравняват с германските им аналози, то „Лайън“ има с 3370 т по-голяма водоизместимост, обладава по-мощен главен калибър (осем 343-мм оръдия срещу десет 280-мм), обаче защитата по броневия пояс на „Лайън“ е по-тънка от защитата на „Молтке“.
Германският линеен крайцер „Зайдлиц“, заложен две години по-късно, се явява развитие на „Молтке“ имайки по-добро брониране за сметка на увеличаването на нормалната водоизместимост с 2000 т и Съвета на Адмиралтейството провежда сравнение между него и „Лайън“.
„Лайън“ се оказва с 12,3 м по-дълъг, с 1,5 м по-тесен, надводният му борд е с 1,8 м по-висок и нормалната му водоизместимост е с 1420 тона по-голяма, отколкото на „Зайдлиц“. При по-мощна с 15% машинна установка, „Лайън“ има машинно отделение с 60% и котелно с 25% по-големи. Намаляването на обема на тези отсеци при „Зайдлиц“ позволява значително да се намали неговата дължина и водоизместимост, а икономията по тегло на корпуса е използвана за допълнително брониране.
| Сравнение на размерите на котелното и машинното отделения на линейните крайцери „Лайън“ и „Зайдлиц“. | Сравнение на размерите на котелното и машинното отделения на линейните крайцери „Лайън“ и „Зайдлиц“. | Сравнение на размерите на котелното и машинното отделения на линейните крайцери „Лайън“ и „Зайдлиц“. | Сравнение на размерите на котелното и машинното отделения на линейните крайцери „Лайън“ и „Зайдлиц“. | Сравнение на размерите на котелното и машинното отделения на линейните крайцери „Лайън“ и „Зайдлиц“. | Сравнение на размерите на котелното и машинното отделения на линейните крайцери „Лайън“ и „Зайдлиц“. |
| Название                                                                                             | Мощност на енергетичната установка (к.с.)                                                            | Дължина на котелното отделение (м)                                                                   | Ширина на котелното отделение (м)                                                                    | Дължина на машинното отделение (м)                                                                   | Ширина на машинното отделение (м)                                                                    |
| --- | --- | --- | --- | --- | --- |
| „Лайън“ (1910)                                                                                       | 70 000                                                                                               | 57,8                                                                                                 | 20,1                                                                                                 | 34,1                                                                                                 | 18,9                                                                                                 |
| „Зайдлиц“ (1911)                                                                                     | 61 000                                                                                               | 46,5                                                                                                 | 19,8                                                                                                 | 21                                                                                                   | 19,2                                                                                                 |

Защитата по броневия пояс, палубите и кулите при „Лайън“ е значително по-тънка от защитата на „Зайдлиц“. Но по-голямата част от корпуса на британските крайцери е защитена от 280-мм снаряди.
За това в сравнение със съвременните им германски линейни крайцери от типа „Молтке“ и „Зайдлиц“, независимо от тяхното до известна степен по-добро брониране, британските крайцери обладават неоспоримо преимущество. Боевете при Догер банк и Ютландското сражение показват, че „котките на адмирал Фишър“, обладават преимущество по скорост.
Благодарение на това че линейните крайцери от типа „Лайън“ имат по-голяма скорост на хода, в сраженията на Първата световна война те могат да настигнат немските линейни крайцери, да изберат дистанцията на боя, а при неблагоприятни обстоятелства да се откъснат от своя противник. А защитата на кулите и барбетите на германските 280-мм крайцери не е достатъчна за 343-мм британски снаряди.
| Сравнителни характеристики на линейни крайцери от времето на Първата световна война | Сравнителни характеристики на линейни крайцери от времето на Първата световна война | Сравнителни характеристики на линейни крайцери от времето на Първата световна война | Сравнителни характеристики на линейни крайцери от времето на Първата световна война | Сравнителни характеристики на линейни крайцери от времето на Първата световна война |
|                                                                                     | „Молтке“                                                                            | „Зайдлиц“                                                                           | „Индифатигъбъл“                                                                     | „Лайън“                                                                             |
| ----------------------------------------------------------------------------------- | ----------------------------------------------------------------------------------- | ----------------------------------------------------------------------------------- | ----------------------------------------------------------------------------------- | ----------------------------------------------------------------------------------- |
| година на залагане/влизане в строй                                                  | 1908/1911                                                                           | 1911/1913                                                                           | 1909/1911                                                                           | 1909/1912                                                                           |
| Размери                                                                             | 186,6×29,4×9,2                                                                      | 200×28,5×9,09                                                                       | 179,8×24,4×8,1                                                                      | 213,4×27×8,4                                                                        |
| Водоизместимост, т нормална (пълна)                                                 | 22 979 (25 400)                                                                     | 24 988 (28 550)                                                                     | 18 470 (22 080)                                                                     | 26 270 (29 680)                                                                     |
| Разчетна скорост на хода, въз. номинална мощност, к.с.                              | 25,5 52 000                                                                         | 26,5 63 000                                                                         | 25 43 000                                                                           | 27 70 000                                                                           |
| Скорост на хода, максимална, въз. форсирана мощност, к.с.                           | 28,4 85 782                                                                         | 28,1 89 738                                                                         | 26,89 55 000                                                                        | 28,06 96 240                                                                        |
| Котли                                                                               | 24                                                                                  | 27                                                                                  | 32                                                                                  | 42                                                                                  |
| Далечина на хода (възела)                                                           | 4120 (14)                                                                           | 4200 (14)                                                                           | 6970 (16) 5610 (10)                                                                 | 4935 (16,75)                                                                        |
| Екипаж, души                                                                        | 1053                                                                                | 1068                                                                                | 800                                                                                 | 984                                                                                 |
| Стойност, млн. златни рубли                                                         | 21,3                                                                                | 22,34                                                                               | 13,43                                                                               | 20,84                                                                               |
| Дебелина на бронята, мм                                                             |                                                                                     |                                                                                     |                                                                                     |                                                                                     |
| Пояс                                                                                | 270                                                                                 | 300                                                                                 | 152                                                                                 | 229                                                                                 |
| Чело на кулите                                                                      | 230                                                                                 | 250                                                                                 | 178                                                                                 | 229                                                                                 |
| Барбети                                                                             | 200 – 230                                                                           | 200 – 230                                                                           | 178                                                                                 | 229                                                                                 |
| Рубка                                                                               | 350                                                                                 | 300                                                                                 | 254                                                                                 | 254                                                                                 |
| Палуба                                                                              | 50                                                                                  | 80                                                                                  | 65                                                                                  | 65                                                                                  |
| Въоръжение (ГК)                                                                     |                                                                                     |                                                                                     |                                                                                     |                                                                                     |
| Количество                                                                          | 5×2×280-мм                                                                          | 5×2×280-мм                                                                          | 4×2×305-мм                                                                          | 4×2×343-мм                                                                          |
| Скорострелност, изстрела/минута                                                     | 3                                                                                   | 3                                                                                   | 1,5                                                                                 | 1,5 – 2                                                                             |
| Маса на бронебойния снаряд, кг                                                      | 302                                                                                 | 302                                                                                 | 389,8                                                                               | 567                                                                                 |
| Начална скорост, м/с                                                                | 880                                                                                 | 880                                                                                 | 831                                                                                 | 787                                                                                 |
| Максимална далечина на стрелбата, м                                                 | 18 100 (13,5°)                                                                      | 18 100 (13,5°)                                                                      | 17 236 (13,5°)                                                                      | 21 780 (20°) 18 288 (14,75°)                                                        |

## Коментари
1. ↑  Всички данни са приведени към момента на влизане в строй.
2. ↑  Второ поколение, първото са: „Инвинсибълите“ и „Индефатигъблите“.
3. ↑  В превода на Паркс възможно има печатна грешка – секторът на стрелба за кърмовите кули при „Орион“ съставлява 300°.
4. ↑  В дълги тонове.
5. ↑  Бронята на кулите е включена в частта въоръжение.
6. ↑  В сравнение с „Индифатигъбъл“.
7. ↑  Салютно оръдие
8. ↑  Скалата не е указана изрично, най-вероятно по Фаренхайт.
9. ↑  Подобни смени на курса са предизвикани освен от всичко останало и от лошата видимост: мъглата и димът застилат морето и много пречат на прицелната стрелба. Бийти маневрира, опитвайки се да намери оптималната дистанция за поразяване на немските крайцери.
10. ↑  Линейните крайцери от типа „Дерфлингер“ са по-късни кораби.
11. ↑  Британските крайцери от второ поколение с 343-мм оръдия – „Лайън“, „Принцес Роял“, „Куин Мери“ и „Тайгър“ поради използването в имената на два от корабите на названията на хищници от семейството на котките, а на двата други – на жени от кралска кръв – получават в британския флот прякора „котки“ с добавянето в името на създателя на идеята за тяхното съществуване – адмирал Джон Фишър.
12. ↑  Максимален ъгъл на прицелването до 1916 г. е 15,35°